# Hôpital René-Huguenin
Het Hôpital René-Huguenin is een openbaar ziekenhuis in Saint-Cloud, Île-de-France (Frankrijk). Het ziekenhuis is opgericht in 1959 en bestond als zelfstandige entiteit tot in het jaar 2010, toen het opgenomen werd in het Institut Curie.
De naam verwijst naar René Huguenin, hoogleraar histologie die Gustave Roussy opvolgde als directeur van het Gustave-Roussy-Instituut.
In 2021 telde het ziekenhuis 146 bedden. Vanaf het begin richtte het ziekenhuis zich op de zorg en het wetenschappelijk onderzoek van kankerpatiënten. Het heeft hiervoor een regionale erkenning. Het Centre René Huguenin werd in de 20e eeuw een academisch ziekenhuis voor de Universiteit van Versailles-Saint-Quentin-en-Yvelines. Het is een van de zeven academische ziekenhuizen. Om de patiëntenzorg en het onderzoek beter te stroomlijnen nam het Institut Curie het ziekenhuis over in 2010. Het René Hugueninziekenhuis is een van de Parijse ziekenhuizen van het Institut Curie, dat daarnaast onderzoeksinstellingen beheert.
Vlak naast het René Huguenin-ziekenhuis bevindt zich een ander doch groter openbaar ziekenhuis. Het gaat om het eeuwenoude ziekenhuis Centre Hospitalier des Quatre Villes. Dit ziekenhuis gaat terug tot de 18e eeuw toen koningin Marie Antoinette van Frankrijk het Hôpital de la Reine liet optrekken. Het telde in 2019 598 ziekenhuisbedden.